# Võ Chí Công
Võ Chí Công (* 7. August 1912 in Tam Xuan, Distrikt Tam Kỳ, Provinz Quảng Nam; † 8. September 2011 in Ho-Chi-Minh-Stadt) war ein vietnamesischer kommunistischer Politiker und Staatspräsident.
Bereits 1930 gegen die französische Besatzung Vietnams politisch aktiv, war Võ Chí Công 1961 Gründungsmitglied der Nationalen Befreiungsfront. Nach der Wiedervereinigung Vietnams erhielt er einen Sitz im Politbüro der Kommunistischen Partei und übte verschiedene Ministerämter (Fischerei, Landwirtschaft) aus, bevor er stellvertretender Ministerpräsident (1976–1982) wurde und schließlich von 1987 bis 1992 der Staatspräsident Vietnams war.
Er starb im September 2011 im Alter von 99 Jahren. Die vietnamesische Regierung ordnete ein Staatsbegräbnis an.